# Ludivine Henrion
Ludivine Henrion (* 23. Januar 1984 in Namur) ist eine belgische Radrennfahrerin.
1999 sowie 2000 wurde Ludivine Henrion zweifache belgische Junioren-Meisterin, im Straßenrennen und im Einzelzeitfahren. 2002 errang sie den Titel der belgischen Straßenmeisterin bei den Juniorinnen. Seit 2004 fährt sie als Profi. 2006 wurde sie in Herentals Dritte im Straßenrennen bei den Universitäts-Weltmeisterschaften. 2007 wurde sie belgische Meisterin im Straßenrennen der Frauen sowie im Einzelzeitfahren, 2009 erneut belgische Straßenmeisterin. 2008 gewann sie zudem den Grand Prix de France International Féminin. Bei den UCI-Straßen-Weltmeisterschaften 2011 in Kopenhagen belegte sie Platz acht im Straßenrennen.
Sie ist die Schwester des Radrennfahrers Jonathan Henrion.

## Teams
- 2006 Lotto-Belisol Ladiesteam
- 2007 DSB Bank
- 2008 AA Drink Cycling Team
- 2009 RedSun Cycling Team
- 2010 Redsun Cycling Team
- 2011 Lotto-Honda Team
- 2012 Lotto Belisol Ladies